# Chedly Belkhamsa
Chedly Belkhamsa, né en 1947, est un peintre, illustrateur, caricaturiste et scénographe de théâtre tunisien. Il est notamment actif au sein du quotidien La Presse de Tunisie.

## Biographie
À partir de 1967, il participe à plusieurs expositions de groupe ainsi qu'à des expositions personnelles en Tunisie et à l'étranger, par le biais du ministère de la Culture, pour présenter ses peintures, dessins et caricatures. Il travaille par ailleurs pour le quotidien La Presse de Tunisie, en tant que caricaturiste et illustrateur, mais aussi en tant que conseiller technique attaché à la rédaction, chef de service artistique et rédacteur en chef.
Il assure la scénographie de l'opérette Salah Khémissi de Béchir Drissi, présentée en ouverture du Festival international de Carthage en 2001, et de diverses pièces de théâtre d'Abdelaziz Meherzi, Farhat Jedid et Jamil Joudi entre 2003 et 2009. Il illustre par ailleurs la revue pour enfants Kaous Kouzah, le livre La Goulette de Jacqueline Bismuth et la revue Livret santé des journaux Le Renouveau, La Presse de Tunisie et Essahafa.
Il publie la bande dessinée Mouch Normal en 2009 puis un recueil de dessins de presse, Toubib or not toubib, en 2014.

## Publications

### La Presse de Tunisie(2010-2013)
- 28° à l'ombre
- Ventre affamé n'a point d'oreille
- L'Heure H
- Canicule
- Grains de sable
- À la queu leu, leu…
- Y have e dream
- Vive les vacances !
- Fini les vacances

### Le Courrier[Lequel ?]
- La semaine du cafard

### Essahafa
- Un vrai était avec Kenza (الصيف صيف مع كنزة)
- Mouch Normal (album)

### Kaous Kouzah(1984-1989)
- Les Histoires d'Oncle Allela (من حكايات عمي علالة)
- Histoire de Shams (حكاية شمس)
- Jabeur et les poissons fantastiques (جابر والسمك العجيب)

### ANIS[Quoi ?](1979)
- Courageux (شجاع)
- L'Islam d'Omar Ibn Al Khattab (اسلام عمر أبن الخطاب)